# St. Martinus (Birgel)

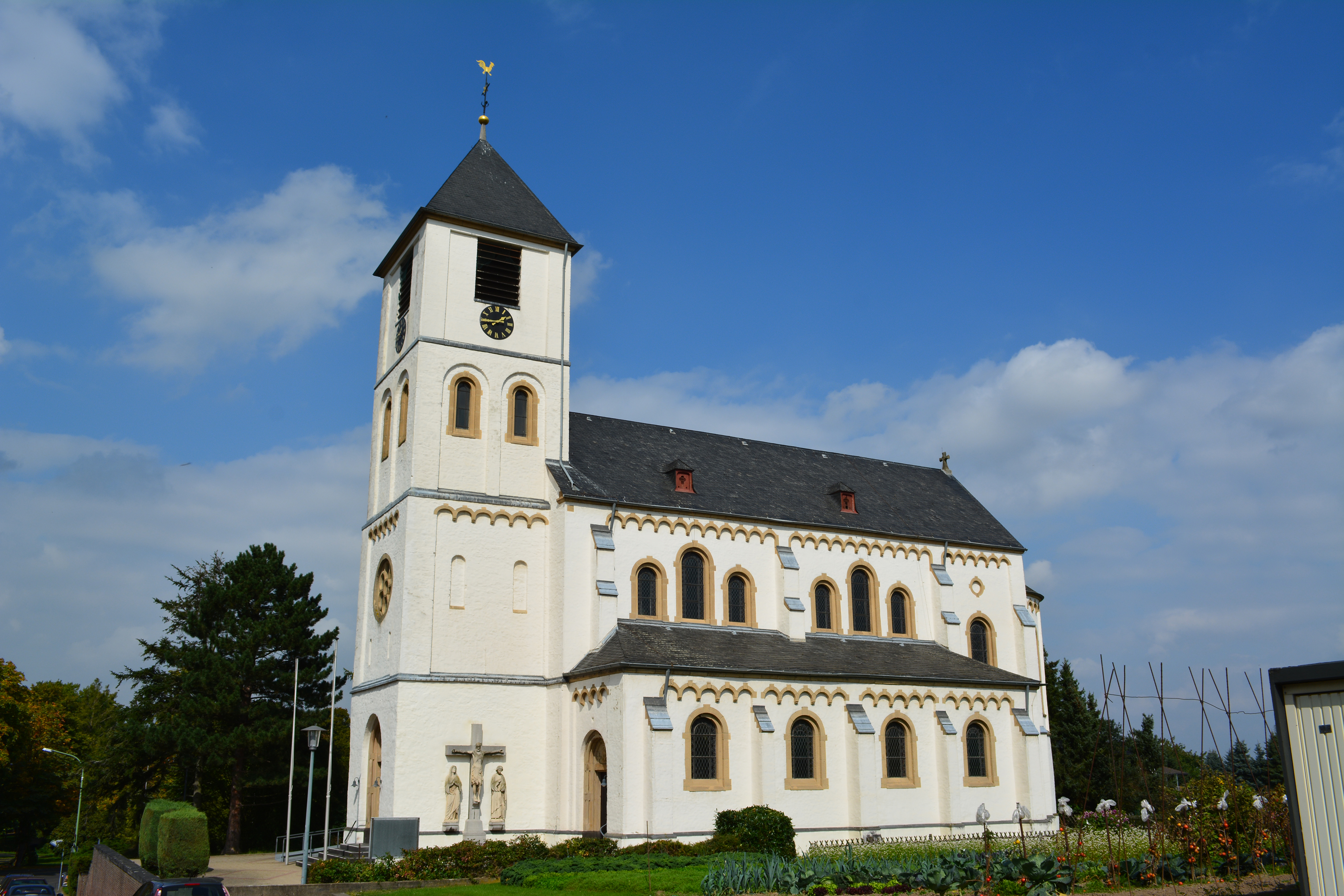
St. Martinus in Birgel

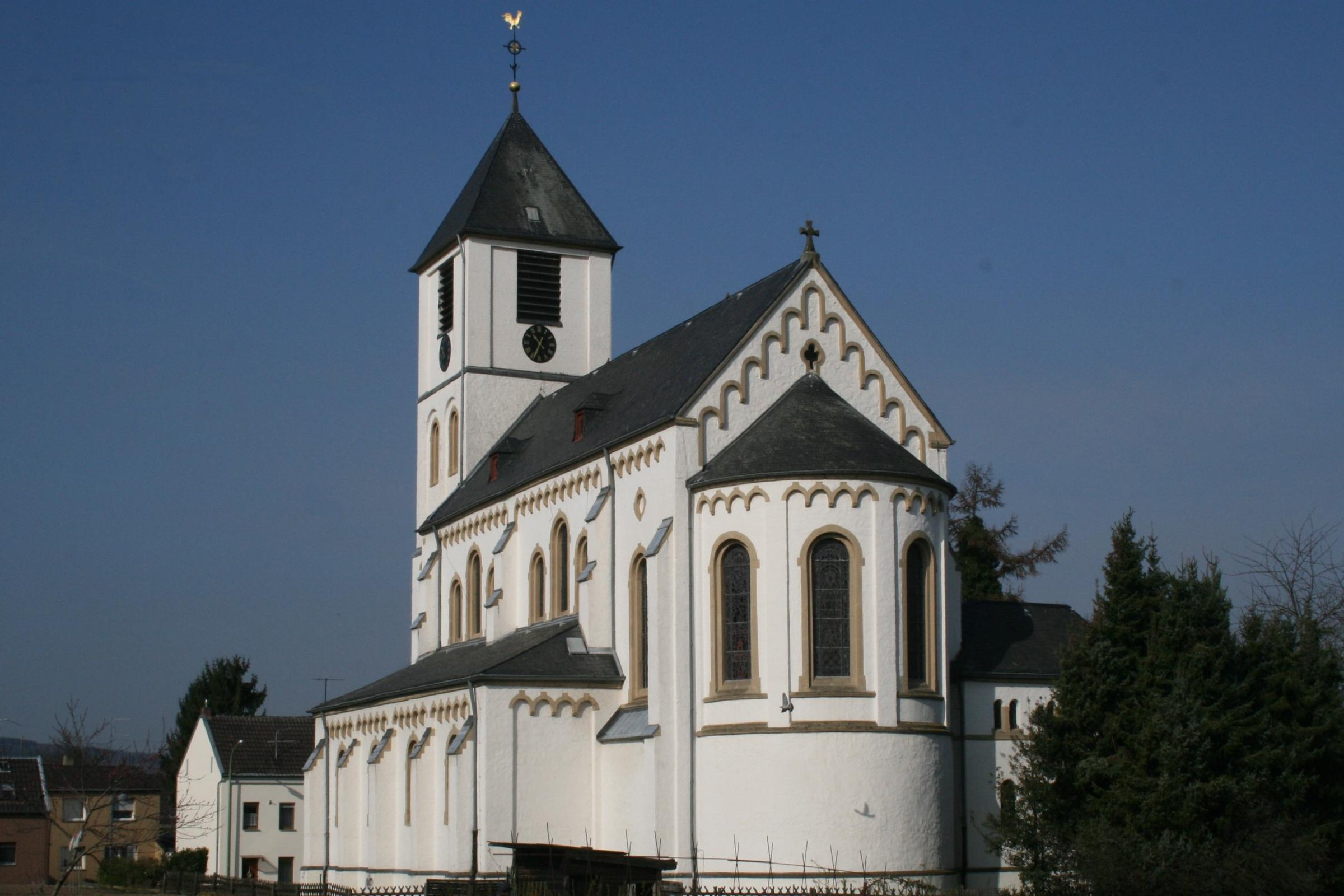
Choransicht

St. Martinus ist eine römisch-katholische Pfarrkirche im Dürener Stadtteil Birgel im Kreis Düren, Nordrhein-Westfalen. Die Kirche wurde zwischen 1902 und 1903 nach Plänen von Franz Statz errichtet und ist dem Patrozinium des hl. Martin von Tours unterstellt. Sie ist als Baudenkmal in die Liste der Baudenkmäler in Düren eingetragen.

## Lage
Die Birgeler Pfarrkirche befindet sich an der Bergstraße und wird von einer Wiese umgeben. Direkt östlich des Kirchengebäudes fällt das Gelände nach Rölsdorf hin ab.

## Geschichte
Birgel war immer eine Filiale der Pfarre Lendersdorf. Im 17. Jahrhundert wurde in Nachbarschaft der Burg Birgel die Burgkapelle errichtet, die später auch einen Vikar erhielt. Diese Priester kümmerten sich auch um die Seelsorge in Birgel, jedoch waren sie dem Pfarrer von Lendersdorf unterstellt. Möglich ist, dass es auch schon vorher ein Kirchengebäude in Birgel gab. Im Zuge des Neubaus der Kirche Anfang des 20. Jahrhunderts wuchs auch der Wunsch nach pfarrlicher Selbstständigkeit. Mit Wirkung vom 1. März 1905 wurde Birgel schließlich von Lendersdorf getrennt und eigenständige Pfarrei.

## Baugeschichte
In den 1890er Jahren starteten Bemühungen zum Bau einer neuen Kirche, da die alte Burgkapelle zu klein geworden war. Zur Finanzierung wurde um 1895 vom damaligen Vikar Friedrich Josef Pütz der Maria-Bauverein ins Leben gerufen. Nachdem genügend Mittel gesammelt worden waren, konnte zwischen 1902 und 1903 die heutige Pfarrkirche St. Martinus im neuromanischen Stil nach Plänen von Diözesanbaumeister Franz Statz aus Köln erbaut werden. Der Grundstein wurde am 22. Juni 1902 vom Kölner Weihbischof Antonius Fischer verlegt. Im darauf folgenden Jahr war die Kirche fertiggestellt. Die Kirchweihe nahm am 23. Juni 1907 wie auch die Grundsteinlegung Antonius Fischer vor, der nun Kölner Erzbischof und Kardinal war. Im Zweiten Weltkrieg wurde das oberste Turmgeschoss, welches von einem Rhombendach bekrönt wurde, so stark beschädigt, dass es nach dem Krieg vollständig abgetragen werden musste. Daraufhin wurde in den 1950er Jahren das jetzige oberste Turmgeschoss im Stil der Nachkriegsmoderne mit Zeltdach aufgesetzt. Die Fassaden sind verputzt und farbig gefasst.

## Baubeschreibung
St. Martinus ist eine dreischiffige Basilika aus Grauwacke im Baustil der Neuromanik. Der dem Kirchenschiff im Westen vorgebaute Glockenturm ist viergeschossig und wird von einem Zeltdach bekrönt. Im Unteren Geschoss befindet sich das Hauptportal. Östlich schließt sich an den Turm das dreischiffige Langhaus an. Das Mittelschiff besteht aus zwei quadratischen Jochen, die Seitenschiffe sind vierjochig, sodass je zwei Joche der Seitenschiffe auf ein Joch des Mittelschiffes stoßen. Außerdem liegt in den Arkaden zwischen den Schiffen auch ein rheinischer Stützenwechsel vor. Die Seitenschiffe schließen im Osten gerade ab, das Chorjoch schließt mit einer halbrunden Apsis.

## Ausstattung
In der Kirche hängt im Eingangsbereich ein Ehrenmal mit einem Marienbildnis und den Namen der Kriegsopfern aus beiden Weltkriegen. Die Inschrift lautet: „BETET FÜR DIE OPFER DER KRIEGE | SIE MÖGEN RUHEN IM FRIEDEN“. Erwähnenswert sind auch die Buntglasfenster, welche noch die Originalverglasung aus den Jahren 1906 bis 1910 darstellen.

## Orgel
Die Orgel stammt noch aus der Erbauungszeit der Kirche und wurde 1907 in der Orgelbauwerkstatt von Edmund Fabritius in Kaiserswerth angefertigt. Sie besitzt ein romantisches Klangbild, die Traktur ist pneumatisch. Das Instrument besitzt insgesamt 13 Register auf zwei Manuale und Pedal verteilt.
| I Hauptwerk C–f3     |       |
| Prinzipal            | 8′    |
| Flöte                | 8′    |
| Gamba                | 8′    |
| Gedackt              | 8′    |
| Octav                | 4′    |
| Cornet (hier Mixtur) | 2 ⁄3′ |

| II Nebenwerk C–f3 |    |
| Prestant          | 8′ |
| Quintatön         | 8′ |
| Aeoline           | 8′ |
| Vox celestis      | 8′ |
| Traversflöte      | 4′ |

| Pedal C–d1 |     |
| Subbaß     | 16′ |
| Cello      | 8′  |

- Koppeln: I/I Super, II/I, I/P, II/P
- Spielhilfen: Handregistratur, Tutti, Mezzoforte, Piano

## Glocken
Zwei Jahre vor der Kirchweihe im Jahr 1907 goss die Glockengießerei Otto aus Hemelingen/Bremen vier Bronzeglocken für die Martinskirche in Birgel. Alle vier Glocken fielen der Glockenvernichtung des Ersten Weltkrieges zum Opfer. In der Zwischenkriegszeit lieferte Otto nochmals drei Glocken, von denen nur die kleinste Glocken den Zweiten Weltkrieg überlebte.
| Glocke | Durchmesser | Masse  | Schlagton (HT-1⁄16) | Gießer, Gussort                                  | Gussjahr |
| ------ | ----------- | ------ | ------------------- | ------------------------------------------------ | -------- |
| 1      | –           | –      | fis′ +6             | Bochumer Verein für Gussstahlfabrikation, Bochum | 1952     |
| 2      | –           | –      | gis′ +5             | Bochumer Verein für Gussstahlfabrikation, Bochum | 1952     |
| 3      | 860 mm      | 413 kg | h′ +6               | Ernst Karl, Glockengießerei Otto, Hemelingen     | 1926     |

Motiv: Gloria

## Pfarrer
Folgende Priester wirkten bislang als Pastor an St. Martinus:
| von – bis | Name                              |
| --------- | --------------------------------- |
| 1915–1950 | Heinrich Papenhoff                |
| 1950–1955 | Paul Mackels                      |
| 1955–1962 | Wilhelm Heßler                    |
| 1962–1978 | Wilhelm Rütten                    |
| 1978–1982 | Heinrich Fimmers                  |
| 1982–2016 | Jakob Joseph Josten-Kochupurackal |
| Seit 2016 | Hans Tings                        |